# Puente Onitsha
El Puente Onitsha o el Puente sobre el Río Níger (en inglés: River Niger Bridge; Onitsha Bridge) es una estructura que se encuentra en el estado de Anambra, en el país africano de Nigeria conecta el sureste de Nigeria con Nigeria occidental cruzando el río Níger. Está vinculado a la localidad de Asaba en el estado Delta también en Nigeria.
El costo del puente sobre el Níger alcanzó los £ 5.000.000. La construcción del puente se terminó en diciembre de 1965.